# Athemistus pubescens
Athemistus pubescens är en skalbaggsart som beskrevs av Francis Polkinghorne Pascoe 1862. Athemistus pubescens ingår i släktet Athemistus och familjen långhorningar. Inga underarter finns listade.